# Schleswig (Wisconsin)
Schleswig – miasto w Stanach Zjednoczonych, w stanie Wisconsin, w hrabstwie Manitowoc.